# مورين برانت
مورين برانت (بالإنجليزية: Maureen Brunt)‏ هي اقتصادية أسترالية، ولدت في 26 ديسمبر 1928 في كوبورغ ‏ في أستراليا، وتوفيت في 30 يناير 2019.